# Watermelon Man!
Watermelon Man! — студійний альбом кубинського джазового перкусіоніста Монго Сантамарії, випущений у 1963 році лейблом Battle.

## Опис
«Watermelon Man» Гербі Генкока став найбільшим хітом Монго Сантамарії, який записав її у 1962 році. Цей альбом складається з 12 композицій, які являють собою яскраві, свінгові латиноамериканські ча-ча-ча і ритми мамбо із сумішшю блюзу, соулу і джазу. У записі взяли участь піаніст Роджерс Грант, саксофоністи Боббі Кейперс і Пет Патрік, трубач Марті Шеллер та ін. Записаний під час сесій 17 грудня 1962 та 18 і 20 лютого 1963 року на студії Plaza Sound Studios в Нью-Йорку. Альбом вийшов у 1963 році на лейблі Battle, яким керував Bill Grauer Productions, власник Riverside Records.
У 1963 році альбом посів 42-е місце в чарті The Billboard 200 журналу «Billboard». Композиції «Watermelon Man» і «Yeh-Yeh!» були випущені на синглі у 1963 році. «Watermelon Man» посіла 8-е місце в R&B Singles і 10-е в Billboard Hot 100. «Yeh-Yeh!» посіла 92-е місце в Billboard Hot 100.

## Список композицій
1. «Watermelon Man» (Гербі Генкок) — 2:21
2. «Funny Money» (Віктор Венегас) — 2:11
3. «Cut That Cane!» (Джо Завінул, Ларрі Максвелл, Нет Еддерлі) — 2:24
4. «Get the Money» (Марті Шеллер) — 3:28
5. «The Boogie Cha-Cha Blues» (Пет Патрік) — 3:32
6. «Don't Bother Me No More» (Боббі Кейперс) — 3:39
7. «Love, Oh Love» (Біллі Майлс) — 3:32
8. «Yeh-Yeh!» (Джон Гендрікс, Лордін Патрік, Роджерс Грант) — 3:05
9. «The Peanut Vendor» (Меріон Саншайн, Мойзес Сімонс, Вульф Гілберт) — 3:44
10. «Go Git It!» (Боббі Кейперс) — 1:58
11. «Bayou Roots» (Пет Патрік) — 3:03
12. «Suavito» (Джил Суарес, Джонні Пачеко) — 2:42

## Учасники запису
- Марті Шеллер — труба
- Пет Патрік — альт-саксофон, флейта
- Боббі Кейперс — тенор-саксофон, флейта
- Маурісіо Сміт — флейта (2—5, 7—1)
- Роджерс Грант — фортепіано
- Віктор Вененас — контрабас
- Френк Ернандес, Халіл Маді (1—6), Рей Лукас (2—5, 7—12) — ударні
- Монго Сантамарія — конга
- Джозеф Горгас, «Како» — перкусія
- «Чіхуахуа» Мартінес — перкусія, вокал

Технічний персонал
- Ларрі Максвелл, Оррін Кіпньюз — продюсер
- Кен Дердофф — дизайн
- Стів Шапіро — фотографія

## Хіт-паради
Альбоми
| Рік  | Чарт              | Позиція |
| ---- | ----------------- | ------- |
| 1963 | The Billboard 200 | 42      |

Сингли
| Рік  | Сингл            | Чарт              | Позиція |
| ---- | ---------------- | ----------------- | ------- |
| 1963 | «Watermelon Man» | R&B Singles       | 8       |
| 1963 | «Watermelon Man» | Billboard Hot 100 | 10      |
| 1963 | «Yeh-Yeh!»       | Billboard Hot 100 | 92      |